# 기시다 후미오
기시다 후미오(일본어: 岸田 文雄, 1957년 7월 29일~)는 일본의 정치인 가문이자, 정치인이다. 2021년부터 2024년까지 제100·101대 내각총리대신이자, 제27대 자유민주당 총재를 지냈다. 1993년부터 일본 국회의 중의원으로 활동 중이며, 이전에는 2012년부터 2017년까지 외무대신, 2017년에는 방위대신 대리를 지냈다. 또한, 2017년부터 2020년까지 자유민주당 정조회장을 역임했으며, 후쿠다 야스오 내각에서 내각부 특명담당대신을 지냈다. 지역구는 히로시마현 제1구이다.
정치 가문에서 태어난 기시다는 어린 시절의 일부를 미국에서 보냈으며, 뉴욕시에서 초등학교를 다녔다. 금융업에서 경력을 시작한 후, 1993년 총선에서 자민당 소속으로 중의원에 당선되며 정계에 입문하였다. 이후 아베 신조와 후쿠다 야스오 내각 아래에서 2007년부터 2008년까지 내각부 특명담당대신을 역임했으며, 2012년 아베 신조가 총선 승리로 총리직에 복귀한 후 외무대신으로 임명되었다. 이후 외무대신으로 5년간 재직하며 일본 역사상 최장수 외무대신 기록을 세웠다. 2017년, 자민당 정조회장을 맡기 위해 아베 내각에서 물러났다.
기시다는 2012년, 고가 마코토의 은퇴로 자민당의 온건파 계보인 고치카이(宏池会) 파벌의 리더로 선출되어 2023년 사임할 때까지 이끌었다. 오랫동안 차기 총리 후보로 거론되었던 기시다는 2020년 자민당 총재 선거에 출마했으나 스가 요시히데에게 패배했다. 2021년 총재 선거에 재도전하여 결선 투표에서 고노 다로를 꺾고 승리하였다. 이후 2021년 10월 4일, 일본 국회의 승인으로 총리직에 취임하였다.
기시다 후미오는 총리 취임 후 "새로운 자본주의 모델"을 제시하며, 임금 인상과 중산층 확장을 목표로 한 재분배 정책을 추진하겠다고 밝혔다. 그의 재임 기간 동안 일본은 수십 년간 지속된 디플레이션 정책에서 전환하여 30년 만에 가장 높은 임금 상승률을 기록했는데, 이는 연례 임금 협상에서 달성된 사상 최대 임금 인상에 기인했다. 기시다는 2021년 중의원 선거와 2022년 참의원 선거에서 자민당을 승리로 이끌었지만 이전에 비해 의석은 감소했다. 또한, 2022년 아베 신조 전 총리 암살 이후 일본 내 통일교의 해산을 지휘했으며, 자민당 내부의 정치 자금 비리 스캔들로 인해 고치카이를 비롯해 세이와카이(清和会)와 시스이카이(志帥会) 파벌 해체 사태를 감독했다. 그의 임기 중 2023년에는 후쿠시마 원전에서 처리수를 태평양에 방류하는 조치를 시행했다. 임기중 내각을 두 차례 개편했는데, 2022년 8월에는 통일교와 연루된 내각 구성원을, 2023년 9월에는 비리 스캔들과 관련된 내각 구성원을 교체했다.
외교적으로는 쿼드(Quad) 안보 대화와 NATO와의 협력을 강화하며 "자유롭고 열린 인도태평양" 전략을 추진했다. 2023년에는 한미일 3자 협정을 체결하고, 영국, 호주, 필리핀과 안보 협정을 맺었으며, 한일 관계 개선을 위한 조치도 취했다. 2022년, 기시다는 2027년까지 일본의 군사 예산을 65% 인상할 것을 내각에 지시하며 수십 년 만에 가장 큰 방위 예산 증액을 단행했다. 러시아의 우크라이나 침공에 대응해서는 러시아와 벨라루스에 제재를 가하며, 우크라이나에 민간 지원을 승인했다. 또한, 2023년 4월 15일 선거 유세 중 암살 시도를 겪었으나 살아남았다.
기시다의 총리 재임 말기는 자민당의 정치 자금 비리 스캔들 여파로 기록적인 낮은 지지율에서 회복하려는 노력으로 점철되었다. 2024년 8월 14일, 그는 자민당 총재직에서 물러나며 9월 총재 선거에 출마하지 않을 것을 발표했다. 자민당 총재 선거에서 기시다는 초기에는 하야시 요시마사 관방장관을 지지했으나, 결선 투표에서는 이시바 시게루에게 표를 몰아주어 다카이치 사나에를 꺾고 이시바가 차기 총리 및 총재로 선출되도록 도왔다.

## 어린 시절 및 교육
기시다 후미오는 1957년 7월 29일 도쿄도 시부야구에서 정치 가문에서 태어났다. 가문은 히로시마시 미나미구 출신의 정치 집안으로 부친은 중의원 의원, 일본 중소기업청 장관을 맡은 기시다 후미타케이며, 조부는 전 중의원 의원 기시다 마사키이다. 참의원 의원, 전 경제산업대신 미야자와 요이치와는 고종사촌간이며 미야자와 기이치 전 총리는 요이치의 백부로서 기시다와는 먼 친척 관계이다. 고향이 히로시마인 까닭에 가족 및 친척 중 다수가 실제로 히로시마 원자폭탄 투하로 사망했다.
어린 시절, 기시다는 아버지의 미국 근무로 인해 뉴욕 퀸스 플러싱에 있는 P.S. 020 존 바우네 초등학교와 엘머스트에 있는 P.S. 013 클레먼트 C. 무어 초등학교를 다녔다. 이후 일본으로 돌아와 고지마치 초등학교와 고지마치 중학교를 졸업했다. 기시다는 가이세이 중학교(開成中学校)와 고등학교를 졸업했으며, 재학 중 야구부 활동을 했다.
도쿄대학교에 여러 차례 지원했으나 불합격한 후, 와세다대학교 법학부에 진학해 1982년에 졸업했다. 와세다 재학 중에는 훗날 정치인이 되는 이와야 다케시(岩屋毅)와 친구로 지냈다.

## 정계 입문

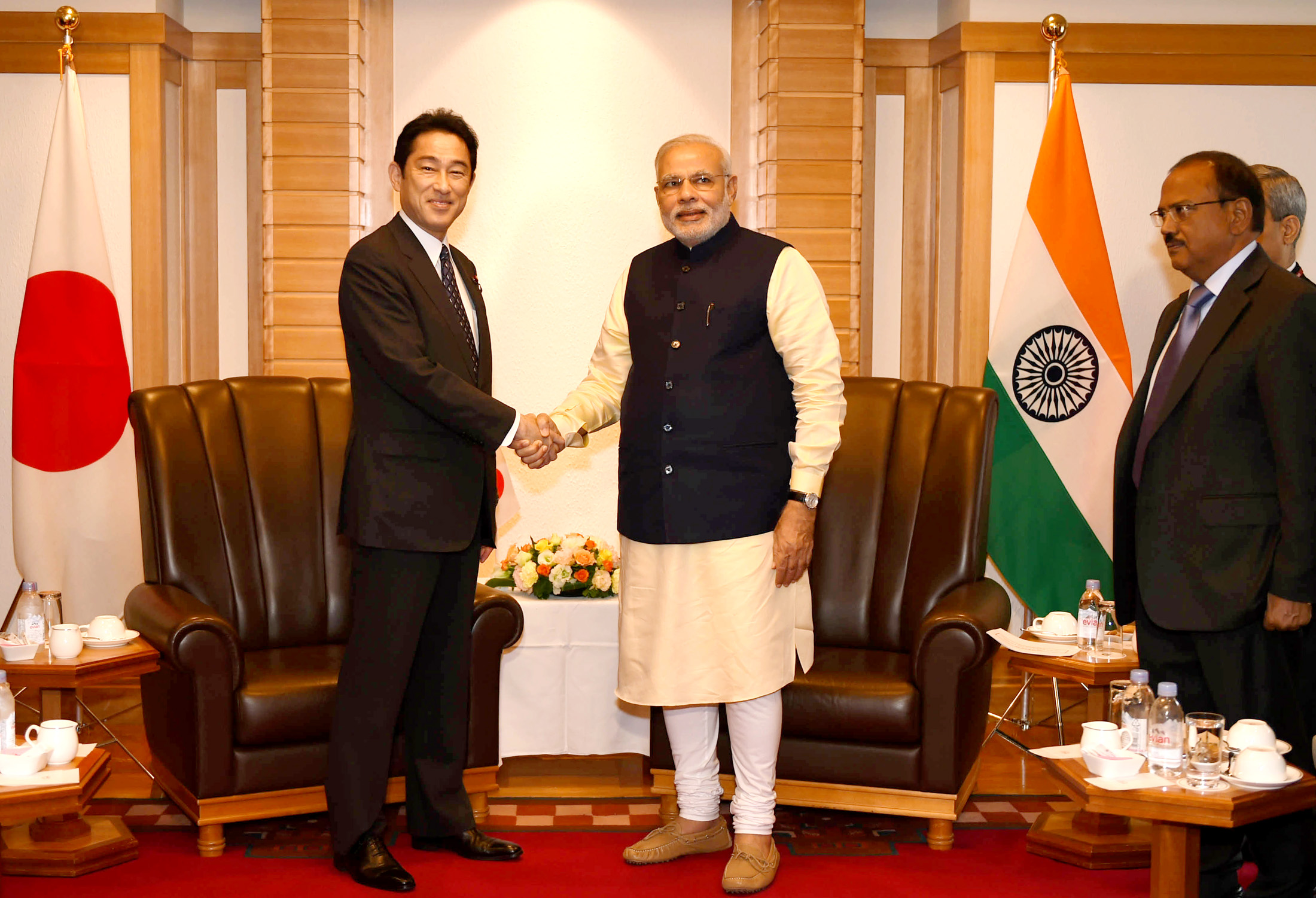
인도 총리 나렌드라 모디와 2014년 9월에 촬영한 사진.

기시다 후미오는 일본장기신용은행에서 근무한 후, 1987년 아버지 기시다 후미타케 중의원 의원의 비서로 활동했다. 이후 1993년 총선에서 히로시마 제1구를 대표하여 중의원으로 처음 당선되었다.
2000년 11월, 당시 모리 요시로 총리가 여러 실언으로 인기가 하락하자, 고치카이 회장 가토 고이치와 근미래정치연구회 회장 야마사키 다쿠가 야당이 제안한 내각 불신임안을 통해 내각에 반기를 들거나 불참 의사로 대응하려 했던 사건이 발생했는데, 이를 "가토의 난"(加藤の乱)이라고 부른다. 당시 기시다는 가토를 지지하는 서명에 동참하고 표결에 불참했으나, 가토의 난이 실패한 후에는 반(反)가토 성향의 신재정연구회에 합류했다.
2001년, 기시다 후미오는 제1차 고이즈미 내각에서 문부과학부대신으로 임명되었다. 이후 제1차 아베 개조 내각에서는 내각부 특명담당대신(오키나와 및 북방 대책, 국민 생활, 재정 운영, 과학기술 정책, 규제 개혁 담당)으로 임명되었으며, 후쿠다 야스오 내각에서도 동일한 역할을 수행했다. 2007년부터 2008년까지 아베 내각과 후쿠다 내각에서 오키나와 담당 대신을 역임했다. 2008년에는 후쿠다 야스오 내각에서 소비자 문제 및 식품 안전 담당 대신으로 임명되었으며, 과학기술 담당 대신으로도 활동했다.
기시다는 자민당 내 가장 오래된 파벌 중 하나인 고치카이(宏池会)의 지도자인 고가 마코토와 가까운 관계를 유지했으며, 2012년 10월 고가 마코토가 정계 은퇴를 발표한 후 고치카이의 리더로 취임했다.

### 아베 내각
2012년 총선에서 자민당이 승리한 후, 기시다 후미오는 2012년 12월 26일 제2차 아베 신조 내각의 외무대신으로 임명되었다. 그는 전후 일본 역사상 최장수 외무대신으로, 아베 신조 총리의 아버지 아베 신타로의 기록을 넘어섰다. 재임 중인 2016년 5월에는 버락 오바마 미국 대통령의 히로시마 방문을 주선했으며, 2017년에는 코미디언 피코 타로와 함께 유엔 프로그램을 홍보하며 주목받았다.
기시다는 2016년 아베 신조가 자민당 간사장으로 니카이 도시히로를 임명한 것에 반대했다. 이는 기시다가 속한 고치카이 파벌의 의사와 달리 이루어진 결정으로, 자민당 내 세대 교체를 저지하려는 시도로 여겨졌다.
2017년, 기시다는 아베 내각에서 물러나 자민당 정무조사회장직을 맡았다. 당시 아베 총리와 연루된 의학대학스캔들과 관련하여 아베 총리에 관한 국민적인 여론이 악화됨에 따라 개각의 필요성이 제기되었고 이 때에 그는 당에 복귀하겠다는 의사를 아베에게 밝혀 자유민주당에서 한국의 국회 교섭단체정책위의장 격인 정조회장을 맡게 된 것이다. 이 직책은 전통적으로 자민당 내 지도부로 가는 디딤돌로 여겨지며, 기시다는 외무대신직이 당 내에서 영향력이 상대적으로 낮다고 판단하여 이 직책을 통해 자신의 총재 선출 가능성을 높이고자 했다. 2017년 7월 28일, 이나다 도모미 방위상이 사임한 후, 기시다는 잠시 방위대신직을 겸임했다.
기시다는 2018년 자민당 총재 선거 출마를 고려했으나, 아베 신조의 설득으로 출마를 포기했다. 아베는 기시다를 자신의 후계자로 지지하겠다고 암시했다. 그러나 2020년 중반에 이르러 자민당 내 다수의 중진 의원들이 기시다에 대한 지지를 스가 요시히데 관방장관으로 전환했다. 코로나19 범유행 기간 동안 가계에 재난 지원금을 지급하며 인기를 얻은 아소 다로 부총리도 주목받았다.
기시다는 2020년 자민당 총재 선거에 출마했으나 스가 요시히데에게 패배했다. 스가가 총리가 된 후, 기시다는 스가 내각에서 직책을 제안받지 못했으나, 그의 파벌은 내각에서 두 개의 자리를 확보했다.

## 총리직
2020년 6월 요미우리 신문에 의하면, 아베 신조 총리의 지지율이 근래에 떨어졌고, 자민당내 아베의 라이벌인 이시바 시게루의 인기가 높아졌다고 한다. 설문조사에 의하면 차기 총리의 적임자는 아베 총리를 제외하고 이시바 시게루가 서열 1위, 고이즈미 신지로가 서열 2위, 고노 다로가 서열 3위, 기시다 후미오가 서열 4위다. 아베 최측근 중에서 가장 인기가 많은 건 기시다 후미오인데, 니카이 도시히로와 기시다 후미오가 아베 총리의 후계자로서 1~2위를 다툰다.
2020년 총리 경쟁에서 스가 요시히데와 경쟁 후 패배해 스가 내각에서 입각하지 못했으나 2021년 10월 일본 총리직 임명이 예정된 2021년 9월 29일 자민당 총재 선거에서 1위 득표를 예상한 고노 다로를 꺾고 자민당 총재로 선출되었다. 개혁파로 여겨지던 고노 후보는 젊은 층의 지지 여론을 비롯하여 일본 국민의 지지도가 가장 높았지만, 기시다는 더 보수적 후보를 선호한 자민당 파벌 및 당원들에 의해 당 총재로 선출되었다고 평가된다.
2021년 10월 4일 13명의 신인을 포함하여 21명의 장관으로 구성된 제1차 기시다 내각은 출범 즉시 총선 실시 계획을 발표하고 같은 달 14일 의회를 해산하고 31일 제49회 중의원 총선거를 치렀다. 선거 결과 자민당은 25석을 잃었으나 다수당 지위를 지켜 기시다는 총리직을 유지하였고, 동년 11월 10일 제2차 기시다 내각이 출범하였다. 외무장관직은 2019년부터 재임한 모테기 도시미쓰에서 하야시 요시마사로 교체되었고 모테기는 대신 자민당 간사장으로 취임하였다.
2024년 8월 13일 자유민주당 총재직을 사임하고 2024년 9월 열리는 다음 총재 선거에 출마하지 않겠다고 발표했다.

## 역대 선거 결과
|  | 21.0% |

|  | 44.06% |

|  | 55.14% |

|  | 55.52% |

|  | 57.29% |

|  | 47.34% |

|  | 63.51% |

|  | 65.73% |

|  | 77.96% |

|  | 80.67% |